# 江 (姓)
江（こう）は、漢姓の一つ。中華圏に分布する。
2020年の中華人民共和国の第7回全国人口調査（国勢調査）に基づく姓氏統計によると中国で74番目に多い姓であり、382.85万人がいる。一方、台湾の2018年の統計では第26位で、215,531人がいる。

## 著名な人物
- 江充 - 前漢中期の酷吏。巫蠱の乱の原因を作った。
- 江淹 - 南朝梁の作家。
- 江総 - 南朝梁・陳の政治家・文学者。
- 江万里 - 南宋の政治家・儒学者。
- 江永 - 清の学者。
- 江文也 - 台湾出身の音楽家。
- 江沢民 - 元中国共産党中央委員会総書記、第5代中国国家主席。
- 江丙坤 - 台湾の政治家。
- 江蕙 - 台湾の歌手。
- 江少慶 - 台湾の野球選手。
- 江坤宇 - 台湾の野球選手。